# Traskorchestia ditmari
Traskorchestia ditmari is een vlokreeftensoort uit de familie van de Talitridae. De wetenschappelijke naam van de soort is voor het eerst geldig gepubliceerd in 1923 door Derzhavin.